# Морганит
Моргани́т (воробьеви́т, просторечное название: амети́ст-бальзати́н) — редкая разновидность минерала берилла с примесью марганца.

## Название
Назван в 1911 году в честь американского банкира и коллекционера минералов Джона Пирпонта Моргана.
В 1908 году русский геолог В. И. Вернадский назвал этот минерал воробьевитом в память о геологе и минералоге Викторе Ивановиче Воробьёве (1875—1906), погибшем в экспедиции по Северному Кавказу. Это название минерала используется в российской геологии.

## Свойства
Морганит окрашен в различные розовые тона, иногда бывает фиолетово-красной и персиковой окраски. Как и у других бериллов, в морганите могут иметься длинные, параллельные граням призмы полости, которые, если их много, придают кристаллам грязно-коричневый оттенок. Часто встречаются также газово-жидкие включения, плоские перистые и др. включения, замутняющие камень и сильно снижающие его прозрачность, блеск и, соответственно, ценность. Иногда устанавливаются также включения микрокристаллов мусковита, рутила, пирита и ильменита.
Твёрдость от 7,5 до 8 по шкале Мооса, плотность 2,6—2,9 г/см³.
Существует также ещё более редкая цезийсодержащая разновидность морганита (цезиевый берилл, или пеццоттаит) с формулой Be2CsAl2(Si6O18).

## Месторождения
Встречается в пегматитовых жилах с кварцем, полевыми шпатами, сподуменом (кунцитом), слюдами. Добывается в Пакистане, Афганистане, Бразилии, Мозамбике, в небольшом количестве в США (шт. Калифорния) и на Мадагаскаре.

## Использование

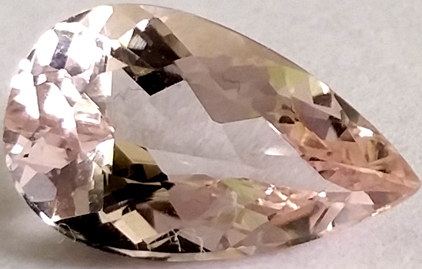
Огранённый морганит

Прозрачные бездефектные кристаллы хорошо поддаются огранке. Используется как драгоценный камень в ювелирном деле.